# CYP1B1
Цитохром Р450 1В1 является ферментом, который у человека кодируется геном CYP1B1.
Изофермент CYP1B1 принадлежит к суперсемейству ферментов цитохрома Р450. Белки цитохрома P450 являются монооксигеназами, которые катализируют много реакций, участвующих в метаболизме лекарств и синтезе холестерина, стероидов и других липидов. Фермент, кодируемый этим геном, локализуется в эндоплазматическом ретикулуме и биотрансформирует проканцерогены, такие как полициклические ароматические углеводороды, в частности, 17β-эстрадиол в канцерогенную производную 4-гидрокси-17β-эстрадиол. Помимо того, он окисляет некоторые другие канцерогенные вещества в активные формы, включая ПАУ (нафталин, антрацен).
Недавно было показано физиологически важное значение CYP1B1 в развитии плода, так как мутации в CYP1B1 связаны с формой первичной врожденной глаукомы.